# Always Be My Baby
Always Be My Baby is een nummer van de Amerikaanse zangeres Mariah Carey uit 1996. Het is de vierde single van haar vijfde studioalbum Daydream.
Het nummer werd een grote hit in Noord-Amerika, met een nummer 1-positie in de Amerikaanse Billboard Hot 100 en Canada. In Europa werd het nummer in een paar landen een hit(je). In de Nederlandse Top 40 haalde het een bescheiden 30e positie.